# 赫克托·奈瑞斯
赫克托·奈瑞斯（英語：Héctor Neris，1989年6月14日—），為美國職棒大聯盟的投手，目前效力於休士頓太空人。他先前曾效力於費城人、小熊、勇士與天使等隊。他在2014年登上大聯盟。

## 職業生涯

### 費城費城人

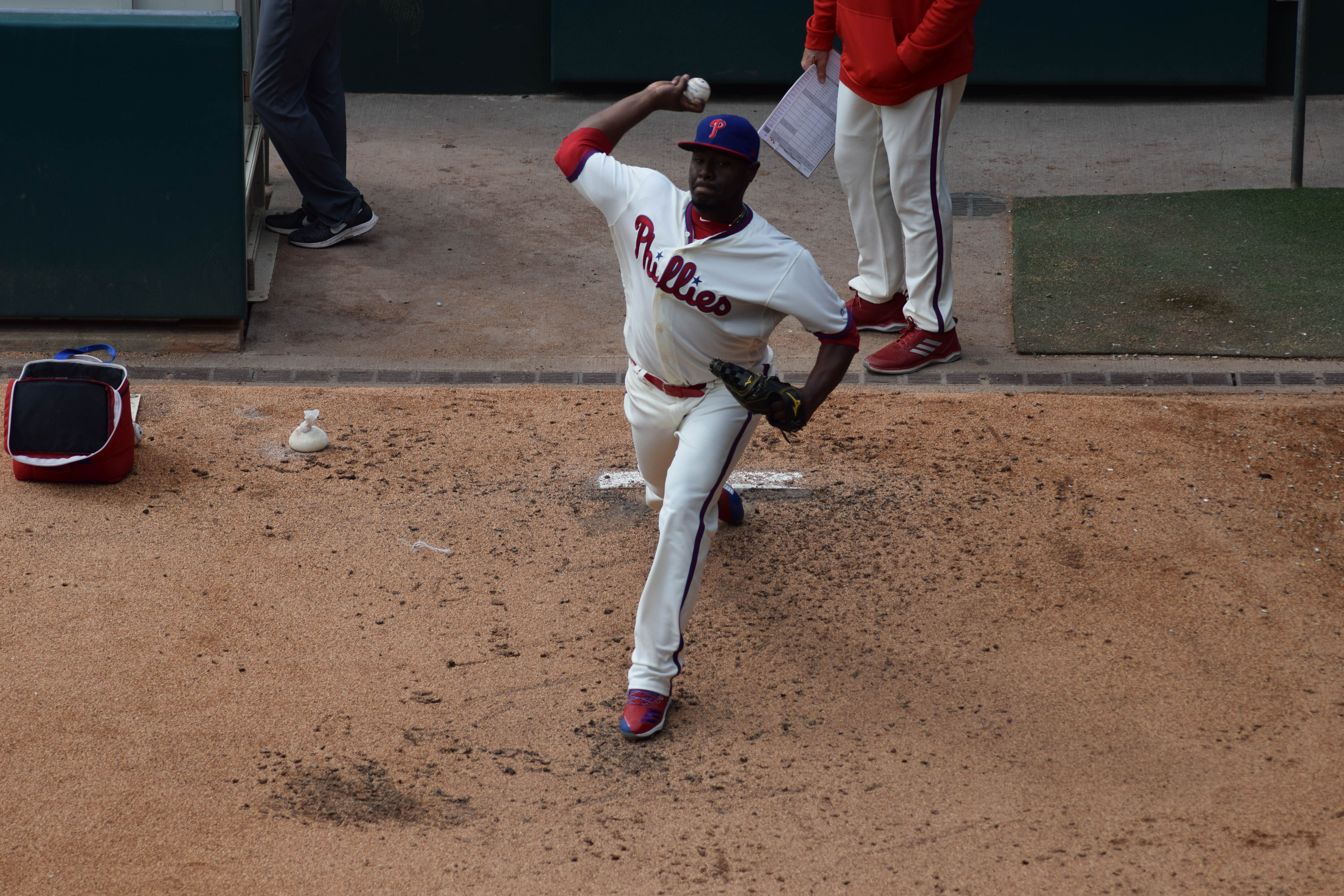
2019年在牛棚熱身的奈瑞斯

2014年8月4日，奈瑞斯登上大聯盟。他在延長賽第十五局登板，投1局，沒有失分，成功拿下大聯盟首勝。不過這年他就僅出賽這麼一場比賽，隨後他被下放3A，並將空缺讓給大衛·布坎南。
2015年，奈瑞斯拿下2勝2敗，防禦率3.79。隔年拿下4勝4敗，2次救援成功和28次中繼成功，防禦率2.58。  He played volleyball, basketball, and chess at the Colegio José Francisco Peña Gómez, graduating in 2008.
2017年，奈瑞斯代表多明尼加參加世界棒球經典賽。這年他成為費城人的終結者，整季他拿下4勝5敗，防禦率3.01，拿下26次救援成功。 He threw a splitter 51.3% of the time, tops in the major leagues.
2018年，奈瑞斯繼續擔綱終結者角色，但他在季中被下放到3A調整。他在8月中成功回歸，並順利拿下國聯單月最佳救援投手。他一整年的三振率在國聯僅次於賈許·海德。2019年，奈瑞斯拿下3勝6敗，並有28次救援成功，防禦率2.93。2020年，他只拿下2勝2敗，防禦率4.57，另有5次救援成功。2021年，他拿下4勝7敗，防禦率3.63，另有12次救援成功。

### 休士頓太空人
2021年11月30日，奈瑞斯和太空人簽下2年1,700萬美元的合約。2022年4月12日，他拿下轉隊後的首勝。6月25日，他和克里斯蒂安·哈維爾、萊恩·普萊斯利面對洋基投出聯合無安打比賽。7月3日，太空人面對天使動用四名投手，共送出20次三振，其中奈瑞斯貢獻了2K。
2022年8月12日，奈瑞斯拿下球季第二次救援成功。9月19日，奈瑞斯守住比賽勝利，幫助太空人連續6年拿下分區冠軍。10月4日，奈瑞斯在世界大賽首遇前東家費城人。最後太空人順利拿下世界大賽冠軍。  整季他拿下6勝4敗，防禦率3.72。

## 外部連結
- 球員資訊和成績在MLB ，ESPN ，Retrosheet ，Baseball Reference ，Baseball Reference (Minors) ，Fangraphs ，The Baseball Cube （英文）

| 奖项与成就            | 奖项与成就                                                             | 奖项与成就                                                          |
| --------------------- | ---------------------------------------------------------------------- | ------------------------------------------------------------------- |
| 前任： Felipe Vázquez | 國聯單月最佳救援投手 2018年8月                                         | 繼任： 柯瑞·克涅貝爾                                                |
| 前任： Reid Detmers   | 投出無安打比賽的投手 2022年6月25日 (和克里斯蒂安·哈維爾&萊恩·普萊斯利) | 繼任： 克里斯蒂安·哈維爾、Bryan Abreu Rafael Montero、萊恩·普萊斯利 |